# Монетчики
Моне́тчики — одна из московских слобод, историческое поселение мастеров Кадашёвского монетного двора в южной части Земляного города. В современной топонимии города память о существовании слободы сохранилась в названиях шести Монетчиковских и Старомонетном переулках.
Приходским храмом слободы была церковь Воскресения Словущего, которая в источниках имеет различные названия. Они помогают восстановить историю этой местности до поселения на ней монетчиков. Локализация церкви «в Хомутове» указывает на название села Хомутово, в котором была организована стрелецкая слобода. В 1672 году стрельцы возвели свой приходской храм — церковь Воскресения Словущего.
При Петре I в Замоскворечье организовали Кадашёвский монетный двор, где в 1701—1736 годах чеканили монету. Его работники начали селиться в близлежащих переулках, которые образовали на месте стрелецкого поселения новую слободу — Монетчики. Её жители стали прихожанами старой церкви Воскресения Словущего. В 1750-м церковь перестроили в камне, в середине 1930-х годов её разобрали.
Исследователи предполагают, что слобода монетчиков была одной из последних, возникших в Москве. После переноса столицы в Санкт-Петербург практически все слободы разорились, потеряв своего главного заказчика — Государев двор.